# János Kemény (scriitor)
János Kemény (n. 5 septembrie 1903, Pittsburgh, Pennsylvania, SUA – d. 13 octombrie 1971, Târgu Mureș, România) a fost un nobil maghiar, scriitor, filantropul culturii maghiare din România interbelică, fondatorul comunității Helikon, director de teatru, bibliotecar, redactor și preot reformat.

## Biografie
János Kemény s-a născut în 1903 la Pittsburgh după ce părinții săi s-au emigrat în Statele Unite ale Americii. După moartea prematură a tatălui, mama scriitorului s-a reîntoars cu copiii în Transilvania, el având atunci aproape un an. Copilăria și-a petrecut la Iara de Jos, apoi devenit elevul Colegiului Reformat din Cluj, continuând studiile la Colegiul Unitarian unde a obținut diploma de bacalaureat în 1921.
La invitația sa a avut loc în castelul de la Brâncovenești prima întâlnire a cercului de scriitori Erdélyi Helikon în iulie 1926, care s-a perpetuat anual până în 1944, deschizând astfel un capitol nou în istoria literaturii maghiare din Transilvania. Începând din 1928 a fost membru al Asociației Kemény Zsigmond din Târgu Mureș, apoi a devenit președintele Asociației Literare Ardelene, din 1931 a ocupat funcția de director al Thália Magyar Színház SA din Cluj. În iunie 1945 a fost însărcinat, împreună cu Miklós Tompa, cu înființarea unui teatru nou la Târgu Mureș, iar instituția denumită Teatrul Secuiesc și-a ținut prima reprezentație în data de 10 martie 1946.

## Opera literară

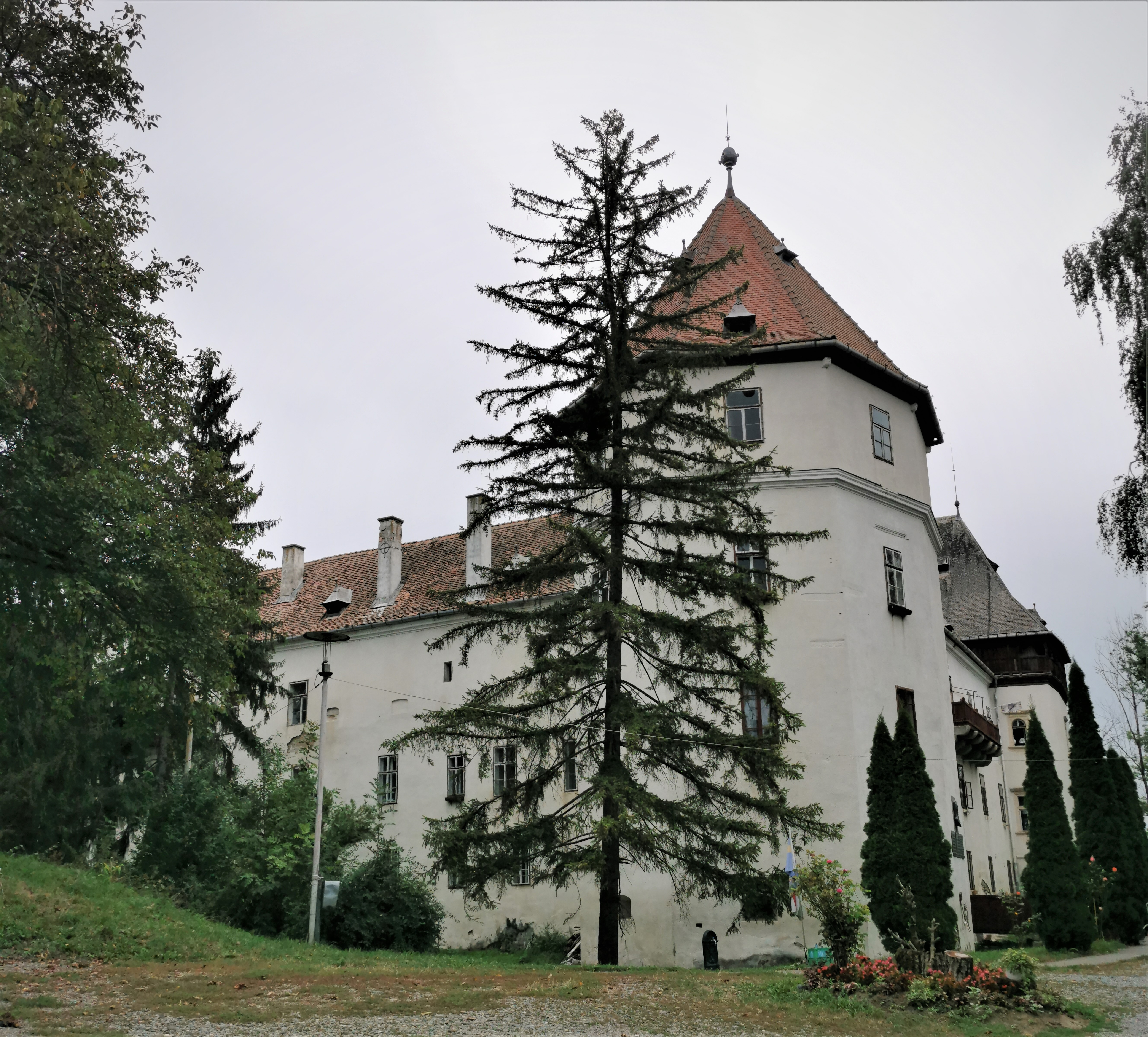
Castelul din Brâncovenești, locul întrunirilor literare Helikon

### Volume
- Költemények, Cluj, 1920
- Kákóc Kis Mihály (roman, Cluj, 1929)
- Kutyakomédia (roman, Cluj, 1934)
- Ítéletidő. Történetek és rajzok a Havas életből, Erdélyi Szépmíves Céh, Cluj-Kolozsvár, 1938 (Erdélyi Szépmíves Céh XI.)
- Kokó és Szokratész. Déltengeri történetek I. (Cluj, 1940, Budapesta, 1941)
- Itéletidő a havasokban, SZEFHE, Budapesta, 1942 (SZEFHE könyvek)
- A havas dicsérete (nuvele, Târgu Mureș, 1957)
- Vadpáva (roman, Târgu Mureș, 1958)
- Kicsiknek (poezii pentru copii, 1958; ediție română, Ursulețul jucăuș, traducere de Ion Horea, 1958)
- Fenyőmuzsika, Ifjúsági, București, 1961
- Farkasvölgy (roman, 1963)
- Víziboszorkány (roman, 1965; ediție română, Vrăjitoarea apelor, traducere de Paul Drumaru, 1970; ediție germană, Flusshexe, traducere de Francisc Incze, 2019)
- Halász, vadász, madarász (povestiri, 1968)
- Vásárhelytől Lazacországig (jurnal de călătorie cu 151 de fotografii, Cluj, 1972)
- Kakukkfiókák. Önéletírás; Kriterion, București, 1972
- Apolló megtérése (nuvele, cuvânt înainte de Lajos Kántor, 1972)
- Kicsiknek, Kriterion, București, 1989
- Kakukkfiókák. Önéletírás, G Kisnyomda Bt., Budapesta, 2003
- Medvekaland a Kárpátokban, editat de Csaba Zsolt Hunyadi, Lazi, Szeged, 2009
- Válogatott novellák, Hargita Kiadóhivatal, Miercurea Ciuc, 2016